# Río Mayo
Río Mayo è un comune dell'Argentina situato nel dipartimento di Río Senguer, nella provincia del Chubut.